# Dehringhausen
Dehringhausen ist einer von insgesamt zehn Stadtteilen der Stadt Waldeck im nordhessischen Landkreis Waldeck-Frankenberg.

## Geographie
Dehringhausen liegt in einem nach Westen offenen Talkessel auf einer Anhöhe, überragt von der Kirche inmitten von Feldern und Wiesen, umgeben von bewaldeten Höhen. Die Landesstraße 3083 von Freienhagen nach Korbach führt durch das Dorf.

## Geschichte

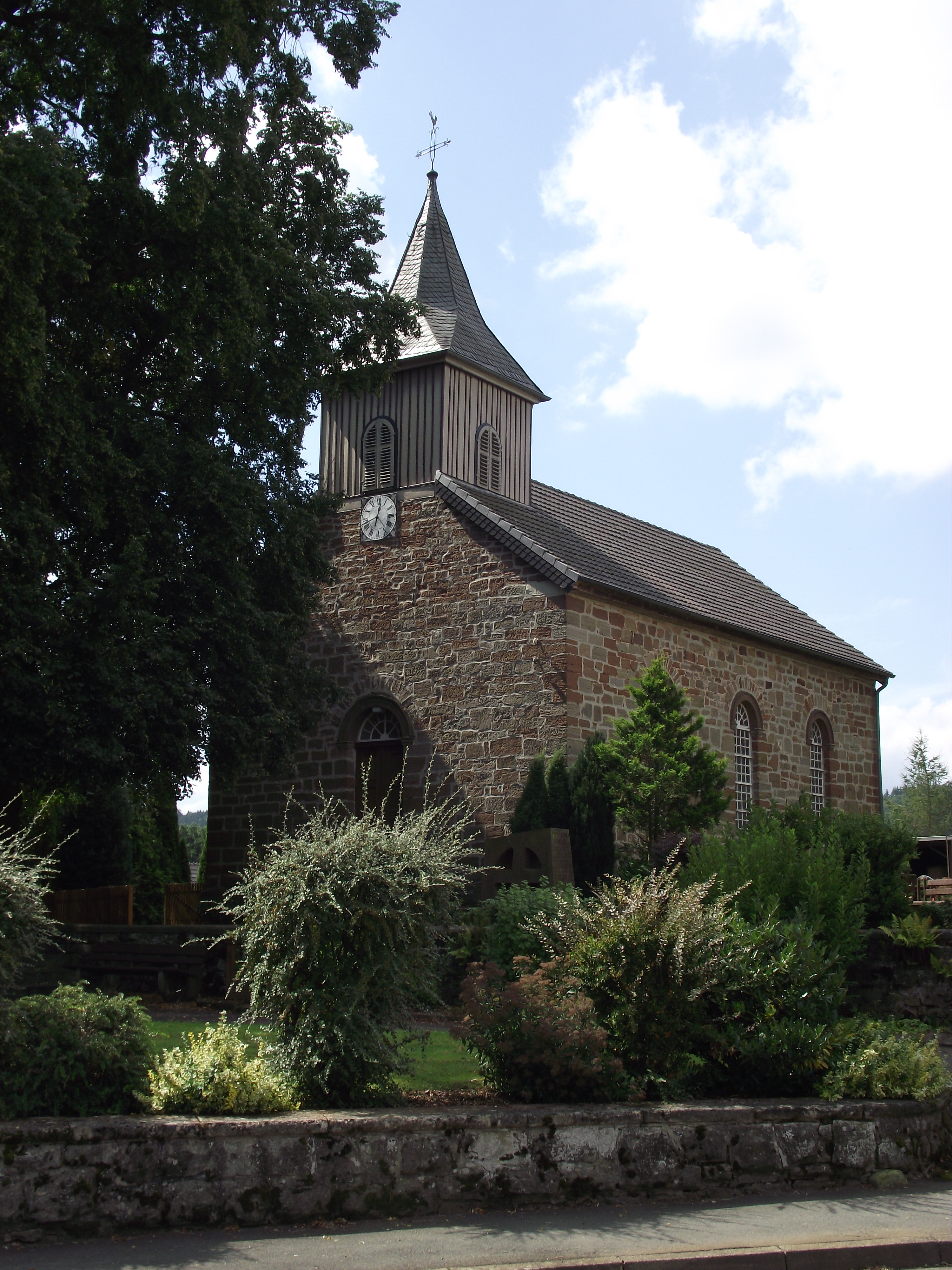
Kirche in Dehringhausen

Die älteste bekannte schriftliche Erwähnung von Dehringhausen erfolgte unter dem Namen Dierechusen im Jahr 1182.
Am 1. Januar 1974 wurde die bis dahin selbständige Gemeinde Dehringhausen im Zuge der Gebietsreform in Hessen kraft Landesgesetz als Stadtteil in die Stadt Waldeck eingemeindet. Für Dehringhausen wurde wie für alle Stadtteile ein Ortsbezirk mit Ortsbeirat und Ortsvorsteher nach der Hessischen Gemeindeordnung gebildet.
Verwaltungsgeschichte im Überblick
Die folgende Liste zeigt die Herrschaftsgebiete und Staaten, in denen Dehringhausen lag, bzw. die Verwaltungseinheiten, denen es unterstand:
- 1182: Klostervogtei Arolsen
- 1537 und später: Heiliges Römisches Reich, Grafschaft Waldeck, Amt Landau
- 1712:  Heiliges Römisches Reich, Fürstentum Waldeck, Amt Landau
- 1814: Fürstentum Waldeck, Oberamt der Diemel (Sitz in Arolsen)
- 1816: Fürstentum Waldeck, Oberjustizamt der Twiste (Sitz in Arolsen)
- 1850: Fürstentum Waldeck-Pyrmont (ab 1848), Kreis der Twiste[Anm. 1]
- ab 1867: Fürstentum Waldeck-Pyrmont (Akzessionsvertrag mit Preußen), Kreis der Twiste
- ab 1919: Deutsches Reich, Freistaat Waldeck, Kreis der Twiste
- ab 1929: Deutsches Reich, Freistaat Preußen, Provinz Hessen-Nassau, Regierungsbezirk Kassel, Kreis der Twiste
- ab 1942: Deutsches Reich, Freistaat Preußen, Provinz Hessen-Nassau, Regierungsbezirk Kassel, Landkreis Waldeck
- ab 1944: Deutsches Reich, Freistaat Preußen, Provinz Kurhessen, Landkreis Waldeck
- ab 1945: Amerikanische Besatzungszone, Groß-Hessen, Regierungsbezirk Kassel, Landkreis Waldeck
- ab 1946: Amerikanische Besatzungszone, Hessen, Regierungsbezirk Kassel, Landkreis Waldeck
- ab 1949: Bundesrepublik Deutschland, Hessen, Regierungsbezirk Kassel, Landkreis Waldeck
- ab 1974: Bundesrepublik Deutschland, Hessen, Regierungsbezirk Kassel, Landkreis Waldeck-Frankenberg, Stadt Waldeck[Anm. 2]

## Bevölkerung
Einwohnerstruktur 2011
Nach den Erhebungen des Zensus 2011 lebten am Stichtag dem 9. Mai 2011 in Dehringhausen 150 Einwohner. Darunter waren keine Ausländer.
Nach dem Lebensalter waren 24 Einwohner unter 18 Jahren, 53 zwischen 18 und 49, 27 zwischen 50 und 64 und 36 Einwohner waren älter.
Die Einwohner lebten in 66 Haushalten. Davon waren 21 Singlehaushalte, 15 Paare ohne Kinder und 18 Paare mit Kindern, sowie 9 Alleinerziehende und 3 Wohngemeinschaften. In nnn Haushalten lebten ausschließlich Senioren und in nnn Haushaltungen leben keine Senioren.
Einwohnerentwicklung
| Quelle: Historisches Ortslexikon |           |
| • 1541:                          | 20 Häuser |
| • 1738:                          | 25 Häuser |
| • 1770:                          | 31 Häuser |

| Dehringhausen: Einwohnerzahlen von 1770 bis 2015 | Dehringhausen: Einwohnerzahlen von 1770 bis 2015 | Dehringhausen: Einwohnerzahlen von 1770 bis 2015 | Dehringhausen: Einwohnerzahlen von 1770 bis 2015 | Dehringhausen: Einwohnerzahlen von 1770 bis 2015 |
| --- | ------------------------------------------------ | ------------------------------------------------ | ------------------------------------------------ | ------------------------------------------------ |
| Jahr |                                                  |                                                  |                                                  | Einwohner                                        |
| 1770 | 1770                                             |                                                  | 183                                              | 183                                              |
| 1800 | 1800                                             |                                                  | ?                                                | ?                                                |
| 1834 | 1834                                             |                                                  | 241                                              | 241                                              |
| 1840 | 1840                                             |                                                  | 231                                              | 231                                              |
| 1846 | 1846                                             |                                                  | 224                                              | 224                                              |
| 1852 | 1852                                             |                                                  | 230                                              | 230                                              |
| 1858 | 1858                                             |                                                  | 216                                              | 216                                              |
| 1864 | 1864                                             |                                                  | 232                                              | 232                                              |
| 1871 | 1871                                             |                                                  | 210                                              | 210                                              |
| 1875 | 1875                                             |                                                  | 189                                              | 189                                              |
| 1885 | 1885                                             |                                                  | 212                                              | 212                                              |
| 1895 | 1895                                             |                                                  | 215                                              | 215                                              |
| 1905 | 1905                                             |                                                  | 221                                              | 221                                              |
| 1910 | 1910                                             |                                                  | 223                                              | 223                                              |
| 1925 | 1925                                             |                                                  | 198                                              | 198                                              |
| 1939 | 1939                                             |                                                  | 186                                              | 186                                              |
| 1946 | 1946                                             |                                                  | 336                                              | 336                                              |
| 1950 | 1950                                             |                                                  | 290                                              | 290                                              |
| 1956 | 1956                                             |                                                  | 208                                              | 208                                              |
| 1961 | 1961                                             |                                                  | 205                                              | 205                                              |
| 1967 | 1967                                             |                                                  | 189                                              | 189                                              |
| 1980 | 1980                                             |                                                  | ?                                                | ?                                                |
| 1990 | 1990                                             |                                                  | ?                                                | ?                                                |
| 2000 | 2000                                             |                                                  | ?                                                | ?                                                |
| 2007 | 2007                                             |                                                  | 172                                              | 172                                              |
| 2009 | 2009                                             |                                                  | 155                                              | 155                                              |
| 2015 | 2015                                             |                                                  | 143                                              | 143                                              |
| Datenquelle: Historisches Gemeindeverzeichnis für Hessen: Die Bevölkerung der Gemeinden 1834 bis 1967. Wiesbaden: Hessisches Statistisches Landesamt, 1968. Weitere Quellen: LAGIS; Stadt Waldeck:; Zensus 2011 |                                                  |                                                  |                                                  |                                                  |

 Historische Religionszugehörigkeit
| Quelle: Historisches Ortslexikon |                                                                    |
| • 1895:                          | 215 evangelische (= 100 %) Einwohner                               |
| • 1961:                          | 175 evangelische (= 85,37 %), 22 katholische (= 10,73 %) Einwohner |